# Hylarana spinulosa
Hylarana spinulosa är en groddjursart som först beskrevs av Smith 1923.  Hylarana spinulosa ingår i släktet Hylarana och familjen egentliga grodor. IUCN kategoriserar arten globalt som sårbar. Inga underarter finns listade i Catalogue of Life.